# 24e cérémonie des Lumières
La 24e cérémonie des Lumières de la presse internationale, organisée par l'Académie des Lumières, s'est déroulée le 4 février 2019 à l'Institut du monde arabe, à Paris.
Le film Les Frères Sisters de  Jacques Audiard domine la soirée avec trois prix remportés dont celui du Meilleur film et celui du Meilleur réalisateur,.

## Palmarès

### Meilleur film
- Les Frères Sisters de  Jacques Audiard
  - Amanda de Mikhaël Hers
  - Guy de Alex Lutz
  - Mademoiselle de Joncquières de Emmanuel Mouret
  - Pupille de Jeanne Herry

### Meilleur réalisateur
- Jacques Audiard pour Les Frères Sisters
  - Jeanne Herry pour Pupille
  - Xavier Legrand pour Jusqu'à la garde
  - Gaspar Noé pour Climax
  - Pierre Salvadori pour En liberté !

### Meilleur acteur
- Alex Lutz pour son rôle dans Guy
  - Romain Duris pour son rôle dans Nos batailles
  - Vincent Lacoste pour son rôle dans Amanda
  - Vincent Lindon pour son rôle dans En guerre
  - Denis Ménochet pour son rôle dans Jusqu'à la garde

### Meilleure actrice
- Elodie Bouchez pour son rôle dans Pupille
  - Cécile de France pour son rôle dans Mademoiselle de Joncquières
  - Léa Drucker pour son rôle dans Jusqu'à la garde
  - Virginie Efira pour son rôle dans Un amour impossible
  - Mélanie Thierry pour son rôle dans La Douleur

### Meilleur scénario
- En liberté ! – Pierre Salvadori, Benoît Graffin et Benjamin Charbit
  - Les Chatouilles – Andréa Bescond et Éric Métayer
  - Mademoiselle de Joncquières – Emmanuel Mouret
  - Pupille – Jeanne Herry
  - Première Année – Thomas Lilti

### Révélation masculine
- Félix Maritaud pour son rôle dans Sauvage
  - Anthony Bajon pour son rôle dans La Prière
  - William Lebghil pour son rôle dans Première Année
  - Andranic Manet pour son rôle dans Mes provinciales
  - Dylan Robert pour son rôle dans Shéhérazade

### Révélation féminine
- Ophélie Bau pour son rôle dans Mektoub, my love: canto uno
  - Galatéa Bellugi pour son rôle dans L'Apparition
  - Andréa Bescond pour son rôle dans Les Chatouilles
  - Jeanne Cohendy pour son rôle dans Marche ou crève
  - Kenza Fortas pour son rôle dans Shéhérazade

### Meilleur premier film
- Jusqu'à la garde de Xavier Legrand
  - Les Chatouilles de Andréa Bescond et Éric Métayer
  - Les Garçons sauvages de Bertrand Mandico
  - Sauvage de Camille Vidal-Naquet
  - Shéhérazade de Jean-Bernard Marlin

### Meilleur film francophone
- Girl de Lukas Dhont  Belgique
  - Capharnaüm de Nadine Labaki  Liban
  - Chris the Swiss de Anja Kofmel  Suisse
  - L'Insulte de Ziad Doueiri  Liban
  - Nos batailles de Guillaume Senez  Belgique

### Meilleur documentaire
- Samouni Road de Stefano Savona
  - Cassandro the Exotico ! de Marie Losier
  - De chaque instant de Nicolas Philibert
  - Nul homme n'est une île de  Dominique Marchais
  - Premières solitudes de Claire Simon

### Meilleur film d'animation
- Dilili à Paris de Michel Ocelot
  - Astérix : Le Secret de la potion magique de Louis Clichy et Alexandre Astier
  - Pachamama de Juan Antin
  - Mutafukaz de  Shojiro Nishimi et Run

### Meilleure image
- Benoît Debie pour Les Frères Sisters
  - Benoît Debie pour Climax
  - Laurent Desmet pour Mademoiselle de Joncquières
  - Julien Hirsch pour Un peuple et son roi
  - David Ungaro pour Les Confins du monde

### Meilleure musique
- Vincent Blanchard et Romain Greffe pour Guy
  - Camille Bazbaz pour En liberté !
  - Alexandre Desplat pour Les Frères Sisters
  - Pierre Desprats pour Les Garçons sauvages
  - Grégoire Hetzel pour Un amour impossible

### Lumière d'honneur
- Claude Lelouch et Anouk Aimée pour le film Un homme et une femme
- Jane Birkin

## Statistiques

### Nominations multiples
4 : Les Frères Sisters, Jusqu'à la garde, Mademoiselle de Joncquières, Pupille
3 : Les Chatouilles, En liberté !, Guy, Shéhérazade
2 : Amanda, Climax, Sauvage, Un amour impossible

### Récompenses multiples
3 : Les Frères Sisters
2 : Guy